# Danilo Pereira da Silva
Danilo Pereira da Silva (São Paulo, 7 april 1999) is een Braziliaans voetballer die doorgaans als aanvaller speelt voor Rangers.

## Clubcarrière

### Ajax
Danilo Pereira speelde in de jeugd van Portuguesa, Corinthians, Ponte Preta, Vasco da Gama en Santos. In september 2017 vertrok hij voor twee miljoen euro naar Ajax. Op 25 maart 2018 debuteerde hij voor Jong Ajax in de Eerste divisie. Dit was in de met 0–1 verloren thuiswedstrijd tegen Jong AZ. Hij begon in de basis en werd in de 72e minuut vervangen door Vince Gino Dekker. In de uitwedstrijd tegen Jong AZ scoorde Danilo zijn eerste competitiedoelpunt voor Jong Ajax op 10 september 2018 in de 27e minuut.
In seizoen 2019/20 speelde hij opnieuw voor Jong Ajax. Op 23 februari 2020 debuteerde hij als invaller voor het eerste elftal tijdens de uitwedstrijd tegen Heracles Almelo. Op 27 februari stond hij voor het eerst in de basis bij het eerste elftal en debuteerde hij met een doelpunt in de UEFA Europa League tijdens de thuiswedstrijd tegen Getafe.
In juli 2020 maakte Ajax bekend de Braziliaan Antony te hebben gecontracteerd. Om hem te verwelkomen bracht Danilo samen met zangeres Sarita Lorena en medespeler David Neres het lied 'Bemvindo Antony' uit.

### Verhuur aan FC Twente
In seizoen 2020/21 werd hij door Ajax verhuurd aan FC Twente. Voor deze club scoorde hij negen doelpunten in de eerste negen wedstrijden. Tijdens zijn verblijf bij Twente scoorde Danilo uiteindelijk 19 keer in 33 wedstrijden. Hiermee werd Danilo, na Romário, Ronaldo en Afonso Alves, de vierde Braziliaan met meer dan zestien doelpunten in een Eredivisieseizoen.

### Terugkeer bij Ajax
Aan het begin van het seizoen 2021/22 keerde Danilo terug bij Ajax. Hij kreeg het rugnummer 9 toegekend en gaf bij het toekennen van dit nummer aan voor zijn kans bij Ajax te willen gaan. "Ik voel me hier thuis. Het is alweer even geleden dat ik het shirt van Ajax droeg en ik probeer mijn kans nu te pakken".
Hij moest genoegen nemen met een rol als reservespits achter Sébastien Haller. Na de winterstop huurde Ajax bovendien Brian Brobbey van RB Leipzig, waardoor de concurrentie voor Danilo verder toenam. Op 24 maart 2022 maakte Danilo dan ook bekend te vertrekken bij Ajax: "Het waren vijf fantastische jaren, maar het is tijd voor een nieuw hoofdstuk. Dat is best moeilijk, want Ajax is een geweldige club, maar je moet ook aan speeltijd toekomen."
Het seizoen 2021/22 sloot Danilo met Ajax af als landskampioen. Daarnaast werd hij met 6 doelpunten in 3 wedstrijden clubtopscorer in het KNVB-bekertoernooi.

### Feyenoord
In het seizoen 2022/23 maakte Danilo transfervrij de overstap naar Feyenoord. In Rotterdam tekende hij een contract tot 30 juni 2026. Bij zijn debuut op 7 augustus 2022 tegen Vitesse maakte hij twee doelpunten bij een 5–2 zege. Danilo kwam in zijn eerste seizoen in alle officiële duels van de Rotterdammers in actie. Hij was daarmee de enige binnen de selectie die iedere wedstrijd minuten mocht maken. Op 14 mei 2023 werd de landstitel binnengesleept in de thuiswedstrijd tegen Go Ahead Eagles.

## Clubstatistieken

### Beloften
| Seizoen         | Club            | Land               | Competitie      | Competitie | Competitie | Beker | Beker | Internationaal | Internationaal | Overig | Overig | Totaal | Totaal |
| Seizoen         | Club            | Land               | Competitie      | Wed.       | Dlp.       | Wed.  | Dlp.  | Wed.           | Dlp.           | Wed.   | Dlp.   | Wed.   | Dlp.   |
| --------------- | --------------- | ------------------ | --------------- | ---------- | ---------- | ----- | ----- | -------------- | -------------- | ------ | ------ | ------ | ------ |
| 2017/18         | Jong Ajax       | Vlag van Nederland | Eerste divisie  | 1          | 0          | 0     | 0     | 0              | 0              | 0      | 0      | 1      | 0      |
| 2018/19         | Jong Ajax       | Vlag van Nederland | Eerste divisie  | 33         | 19         | 0     | 0     | 0              | 0              | 0      | 0      | 33     | 19     |
| 2019/20         | Jong Ajax       | Vlag van Nederland | Eerste divisie  | 8          | 5          | 0     | 0     | 0              | 0              | 0      | 0      | 8      | 5      |
| 2021/22         | Jong Ajax       | Vlag van Nederland | Eerste divisie  | 9          | 7          | 0     | 0     | 0              | 0              | 0      | 0      | 9      | 7      |
| Club totaal     | Club totaal     | Club totaal        | Club totaal     | 51         | 31         | 0     | 0     | 0              | 0              | 0      | 0      | 51     | 31     |
| Carrière totaal | Carrière totaal | Carrière totaal    | Carrière totaal | 51         | 31         | 0     | 0     | 0              | 0              | 0      | 0      | 51     | 31     |

Bijgewerkt t/m 15 oktober 2022.

### Senioren
| Seizoen         | Club            | Land               | Competitie      | Competitie | Competitie | Beker | Beker | Internationaal | Internationaal | Overig | Overig | Totaal | Totaal |
| Seizoen         | Club            | Land               | Competitie      | Wed.       | Dlp.       | Wed.  | Dlp.  | Wed.           | Dlp.           | Wed.   | Dlp.   | Wed.   | Dlp.   |
| --------------- | --------------- | ------------------ | --------------- | ---------- | ---------- | ----- | ----- | -------------- | -------------- | ------ | ------ | ------ | ------ |
| 2018/19         | Ajax            | Vlag van Nederland | Eredivisie      | 0          | 0          | 0     | 0     | 0              | 0              | 0      | 0      | 0      | 0      |
| 2019/20         | Ajax            | Vlag van Nederland | Eredivisie      | 1          | 0          | 1     | 0     | 1              | 1              | 0      | 0      | 3      | 1      |
| 2020/21         | → FC Twente     | Vlag van Nederland | Eredivisie      | 33         | 17         | 1     | 0     | 0              | 0              | 0      | 0      | 34     | 17     |
| 2021/22         | Ajax            | Vlag van Nederland | Eredivisie      | 13         | 2          | 3     | 6     | 0              | 0              | 1      | 0      | 17     | 8      |
| 2022/23         | Feyenoord       | Vlag van Nederland | Eredivisie      | 34         | 10         | 4     | 2     | 10             | 2              | 0      | 0      | 48     | 14     |
| 2023/24         | Rangers FC      | Vlag van Schotland | Premiership     | 12         | 4          | 2     | 1     | 7              | 1              | 0      | 0      | 21     | 6      |
| Carrière totaal | Carrière totaal | Carrière totaal    | Carrière totaal | 93         | 33         | 11    | 9     | 18             | 4              | 1      | 0      | 141    | 46     |

Bijgewerkt t/m 15 februari 2024.

## Interlandcarrière
Op 14 november 2020 debuteerde Danilo voor Brazilië onder 23 in de met 3–1 gewonnen oefeninterland tegen Zuid-Korea onder 23.

## Erelijst
Jong Ajax
- Eerste divisie: 2017/18

 Ajax
- Eredivisie: 2021/22

 Feyenoord
- Eredivisie: 2022/23